# Радинград
Радинград (болг. Радинград) — село в Болгарии. Находится в Разградской области, входит в общину Разград. Население составляет 292 человека.

## Политическая ситуация
В местном кметстве Радинград, в состав которого входит Радинград, должность кмета (старосты) исполняет Мехмед  Рахмиев Салиев (Движение за права и свободы (ДПС)) по результатам выборов правления кметства.
Кмет (мэр) общины Разград — Денчо Стоянов Бояджиев (инициативный комитет) по результатам выборов в правление общины.